# Diede Lemey
Diede Lemey (Tielt, 7 ottobre 1996) è una calciatrice belga, portiere del Fortuna Sittard e della nazionale belga.

## Carriera

### Club
Lemey inizia l'attività giovanissima, tesserandosi prima con l'Ingelmunster prima di trasferirsi al Meulebeke, giocando per entrambe le società a livello giovanile. Nel 2009, all'età di 13 anni, firma un accordo con il Dames Egem, rimanendo legata al club di Pittem per tre stagioni.
Durante la sessione estiva di calciomercato 2012 viene annunciato il suo trasferimento all'Anderlecht. Nella sua prima stagione con la nuova società debutta in BeNe League, l'allora campionato di vertice gestito dalle federazioni belga e olandese, nel campionato inaugurale, condividendo con le compagne le prestazioni che vedono la sua squadra chiudere al secondo posto la prima fase del girone belga e la seconda al settimo e penultimo posto. La stagione vede comunque la conquista della decima Coppa del Belgio. Lemey resta legata alla società di Anderlecht per altre quattro stagioni, le due in BeNe League prima della sospensione del campionato congiunto, e le ultime due nel rinnovato campionato nazionale, la Super League, dove nel campionato 2016-2017 sfiora la conquista del titolo chiudendo a pari punti con lo Standard Liegi ma dovendo cedere a questa il trofeo per una migliore differenza reti.
Il 19 agosto 2017 l'AGSM Verona ha comunicato di aver raggiunto un accordo con Diede Lemey per la stagione 2017-2018.
Nell'estate successiva si trasferisce al Mozzanica, presa per sopperire alla partenza della svizzera Gaëlle Thalmann passata al Sassuolo, restando così in Serie A anche per la stagione entrante. A disposizione del tecnico Michele Ardito, viene impiegata come titolare fin dalla 1ª giornata di campionato, nell'incontro perso 6-1 in trasferta con la Fiorentina. Ardito le concede piena fiducia per tutto l'arco della stagione, concedendo alla sua vice Margherita Salvi solo un incontro di Coppa Italia, condividendo con le compagne al termine della stagione il sesto posto in Serie A e la conseguente agevolissima salvezza.
Dopo la mancata iscrizione delle neroblù alla Serie A 2019-2020 in seguito al termine della collaborazione con l'Atalanta maschile, Lemey si accasa al Sassuolo, continuando a giocare in Serie A. Ha giocato da titolare al Sassuolo per tre stagioni di fila, vincendo il premio di miglior portiere della Serie A 2021-2022.
Nell'estate 2022, dopo aver giocato per cinque stagioni consecutive in Italia, si è trasferita nei Paesi Bassi per giocare col Fortuna Sittard, società iscritta per la prima volta all'Eredivisie, raggiungendo altre connazionali, tra le quali Tessa Wullaert.

### Nazionale
Nel 2011 Lemey venne convocata dalla federazione belga per indossare la maglia della formazione Under-15, passando nello stesso anno alla Under-17. Venne inserita in rosa nella squadra che partecipò alle qualificazioni all'edizione 2012 del campionato europeo di categoria, debuttando il 30 settembre 2011 nell'incontro vinto per 8-0 sull'Estonia.
Lemey era stata convocata da Ives Serneels, selezionatore della nazionale del Belgio, in alcune occasioni già dalla fine del 2014, ma fece il suo esordio nell'amichevole tra le squadre B di Francia e Belgio il 19 gennaio 2017. Lemey venne inserita nella rosa della squadra che partecipò alla Cyprus Cup 2017, giocando nella vittoriosa partita contro l'Italia.
Lemey ha fatto parte della rosa della nazionale belga che ha partecipato al campionato europeo 2017, senza giocare alcuna partita. Negli anni successivi è stata regolarmente convocata in nazionale, facendo da vice a Justien Odeurs e a Nicky Evrard.

## Statistiche

### Presenze e reti nei club
Statistiche aggiornate al 21 novembre 2023.
| Stagione          | Squadra           | Campionato        | Campionato | Campionato | Coppe nazionali | Coppe nazionali | Coppe nazionali | Coppe internazionali | Coppe internazionali | Coppe internazionali | Altre coppe | Altre coppe | Altre coppe | Totale | Totale |
| Stagione          | Squadra           | Comp              | Pres       | Reti       | Comp            | Pres            | Reti            | Comp                 | Pres                 | Reti                 | Comp        | Pres        | Reti        | Pres   | Reti   |
| ----------------- | ----------------- | ----------------- | ---------- | ---------- | --------------- | --------------- | --------------- | -------------------- | -------------------- | -------------------- | ----------- | ----------- | ----------- | ------ | ------ |
| 2012-2013         | Anderlecht        | BeNe              | 15         | -33        | CB              | ?               | ?               | -                    | -                    | -                    | -           | -           | -           | 15     | -33    |
| 2013-2014         | Anderlecht        | BeNe              | 25         | -45        | CB              | ?               | ?               | -                    | -                    | -                    | -           | -           | -           | 25     | -45    |
| 2014-2015         | Anderlecht        | BeNe              | 24         | -37        | CB              | ?               | ?               | -                    | -                    | -                    | -           | -           | -           | 24     | -37    |
| 2015-2016         | Anderlecht        | SL                | ?          | ?          | CB              | ?               | ?               | -                    | -                    | -                    | -           | -           | -           | ?      | ?      |
| 2016-2017         | Anderlecht        | SL                | ?          | ?          | CB              | ?               | ?               | -                    | -                    | -                    | -           | -           | -           | ?      | ?      |
| Totale Anderlecht | Totale Anderlecht | Totale Anderlecht | 64+        | -115+      |                 | ?               | ?               |                      | -                    | -                    |             | -           | -           | 64+    | -115+  |
| 2017-2018         | AGSM Verona       | A                 | 20         | -36        | CI              | 3               | -4              | -                    | -                    | -                    | -           | -           | -           | 23     | -40    |
| 2018-2019         | Mozzanica         | A                 | 22         | -29        | CI              | 0               | 0               | -                    | -                    | -                    | -           | -           | -           | 22     | -29    |
| 2019-2020         | Sassuolo          | A                 | 16         | -19        | CI              | 0               | 0               | -                    | -                    | -                    | -           | -           | -           | 16     | -19    |
| 2020-2021         | Sassuolo          | A                 | 21         | -19        | CI              | 3               | -2              | -                    | -                    | -                    | -           | -           | -           | 24     | -21    |
| 2021-2022         | Sassuolo          | A                 | 22         | -24        | CI              | 1               | 0               |                      | -                    | -                    |             | 1           | -1          | 24     | -25    |
| Totale Sassuolo   | Totale Sassuolo   | Totale Sassuolo   | 59         | -62        |                 | 4               | -2              |                      | -                    | -                    |             | 1           | -1          | 64     | -65    |
| 2022-2023         | Fortuna Sittard   | E                 | 20         | -26        | CO              | 2               | -7              | -                    | -                    | -                    | -           | -           | -           | 22     | -33    |
| 2023-2024         | Fortuna Sittard   | E                 | 6          | -5         | CO              | -               | -               | -                    | -                    | -                    | -           | -           | -           | 6      | -5     |
| Totale carriera   | Totale carriera   | Totale carriera   | 191+       | -273+      |                 | 9               | -13             |                      | -                    | -                    |             | 1           | -1          | 201+   | -287+  |

### Cronologia presenze e reti in nazionale
| Cronologia completa delle presenze e delle reti in nazionale ― Belgio | Cronologia completa delle presenze e delle reti in nazionale ― Belgio | Cronologia completa delle presenze e delle reti in nazionale ― Belgio | Cronologia completa delle presenze e delle reti in nazionale ― Belgio | Cronologia completa delle presenze e delle reti in nazionale ― Belgio | Cronologia completa delle presenze e delle reti in nazionale ― Belgio | Cronologia completa delle presenze e delle reti in nazionale ― Belgio | Cronologia completa delle presenze e delle reti in nazionale ― Belgio |
| Data                                                                  | Città                                                                 | In casa                                                               | Risultato                                                             | Ospiti                                                                | Competizione                                                          | Reti                                                                  | Note                                                                  |
| --------------------------------------------------------------------- | --------------------------------------------------------------------- | --------------------------------------------------------------------- | --------------------------------------------------------------------- | --------------------------------------------------------------------- | --------------------------------------------------------------------- | --------------------------------------------------------------------- | --------------------------------------------------------------------- |
| 19-1-2017                                                             | Clairefontaine-en-Yvelines                                            | Francia                                                               | 1 – 2                                                                 | Belgio                                                                | Amichevole                                                            | -1                                                                    | squadre B                                                             |
| 3-3-2017                                                              | Larnaca                                                               | Italia                                                                | 1 – 4                                                                 | Belgio                                                                | Cyprus Cup 2017                                                       | -1                                                                    |                                                                       |
| 8-4-2017                                                              | Eupen                                                                 | Belgio                                                                | 1 – 4                                                                 | Spagna                                                                | Amichevole                                                            | -4                                                                    |                                                                       |
| 13-6-2017                                                             | Lovanio                                                               | Belgio                                                                | 1 – 1                                                                 | Giappone                                                              | Amichevole                                                            | -1                                                                    |                                                                       |
| 13-6-2021                                                             | Wiltz                                                                 | Lussemburgo                                                           | 0 – 1                                                                 | Belgio                                                                | Amichevole                                                            | -                                                                     |                                                                       |
| 19-2-2022                                                             | San Pedro del Pinatar                                                 | Galles                                                                | 0 – 0 (1 - 3 dtr)                                                     | Belgio                                                                | Pinatar Cup 2022                                                      | -                                                                     |                                                                       |
| 28-6-2022                                                             | Lier                                                                  | Belgio                                                                | 6 – 1                                                                 | Lussemburgo                                                           | Amichevole                                                            | -1                                                                    |                                                                       |
| Totale                                                                |                                                                       | Presenze                                                              | 7                                                                     |                                                                       | Reti                                                                  | -8                                                                    |                                                                       |

## Palmarès

### Club
- Coppa del Belgio: 1

Anderlecht: 2012-2013

### Nazionale
- Pinatar Cup: 1

2022

### Individuale
- Miglior portiere della Serie A: 1

2021-2022